# エルムハースト・アベニュー駅
エルムハースト・アベニュー駅（英語: Elmhurst Avenue）はクイーンズ区エルムハーストのエルムハースト・アベニューとブロードウェイ交差点に位置するニューヨーク市地下鉄INDクイーンズ・ブールバード線の駅である。E系統が深夜のみ、M系統が平日、R系統が深夜を除く終日停車する。

## 歴史
クイーンズ・ブールバード線は市営のインディペンデント・サブウェイ・システム（IND）で最初に建設された路線の一つで、マンハッタンのIND8番街線 とクイーンズ区ジャマイカのジャマイカ-179丁目駅を結んでいる。クイーンズ・ブールバード線は公共事業局から2,500万ドルの融資と債務保証を受けて建設された。
1936年12月31日にINDクイーンズ・ブールバード線は8駅5.6km（3.5マイル）に渡って延伸されて終端駅がジャクソン・ハイツ-ルーズベルト・アベニュー駅からユニオン・ターンパイク駅に移り、駅はその途中駅として開業した。

## 駅構造
| G          | 地上階                       | 出入口 |
| M          | 改札階                       | 改札口、駅員詰所、メトロカード自動券売機 |
| P ホーム階 | 相対式ホーム、右側ドアが開く | 相対式ホーム、右側ドアが開く |
| P ホーム階 | 南行緩行線                   | ← 深夜帯：ワールド・トレード・センター駅行き（ジャクソン・ハイツ-ルーズベルト・アベニュー駅） ← 平日23時まで：ミドル・ヴィレッジ-メトロポリタン・アベニュー駅行き（ジャクソン・ハイツ-ルーズベルト・アベニュー駅） ← ベイ・リッジ-95丁目駅行き（ジャクソン・ハイツ-ルーズベルト・アベニュー駅） |
| P ホーム階 | 南行急行線                   | ← 深夜帯以外：通過 ← 通過 |
| P ホーム階 | 北行急行線                   | → 深夜帯以外：通過 → → 通過 → |
| P ホーム階 | 北行緩行線                   | → 深夜帯：ジャマイカ・センター駅行き（グランド・アベニュー-ニュータウン駅）→ フォレスト・ヒルズ-71番街駅行き（グランド・アベニュー-ニュータウン駅）→ |
| P ホーム階 | 相対式ホーム、右側ドアが開く | |

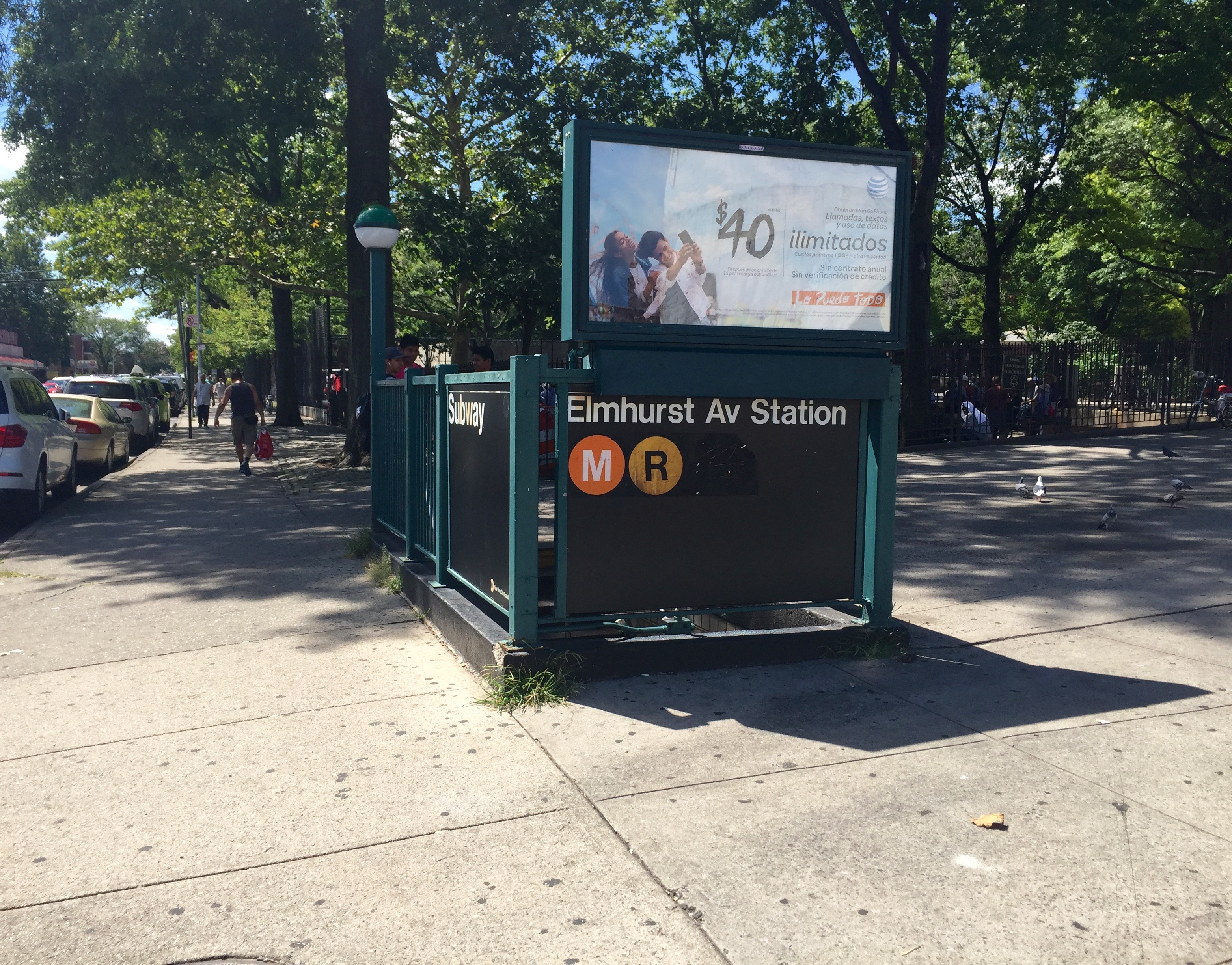
駅入口

駅は相対式ホーム2面4線の駅である。駅は1985年に廃止されたロングアイランド鉄道本線のエルムハースト駅に近い。柱は濃い黄色で、IND様式で書かれた壁の駅名標の縁は水色となっている。
メザニンはホーム全長に渡って設置されている。メザニンは3か所に分離されており、また西端の改札への階段付近にホーム間連絡通路が設置されている。
2005年7月6日に駅はアメリカ合衆国国家歴史登録財に指定された（番号：05000672）。

### 出口
西側の改札から82丁目とブロードウェイ交差点の南西、北西に階段が1つずつ設置されている。また、東側の改札からはエルムハースト・アベニューとブロードウェイ交差点の北西、南東、南西に通じる階段が1つずつある。